# メルセデスAMG・F1 W13 E Performance
メルセデスAMG・F1 W13 E Performance (Mercedes-AMG F1 W13 E Performance) は、メルセデスが2022年のF1世界選手権参戦用に開発したフォーミュラ1カーである。

## 概要
マシンの名前は昨年マシンの「W12」に続き「W13」となった。レギュレーションの大幅改定に伴いマシンデザインが一新された。
中でも特徴はサイドポッドのデザインで、2月のバルセロナテストでは比較的コンベンショナルな形状のものを採用していたものの、3月のバーレーンテスト以降は「ゼロポッド」とも評される、サイドのエアインテーク等が非常に小さくまとめられたデザインとなっている。この「ゼロポッド」の開発には、イギリスの航空宇宙メーカーであるリアクション・エンジンズが関与しており、「pre-Cooler」と呼ばれる冷却技術が応用された、円筒型水冷式インタークーラーが使用されている。
当初はフロアのキックポイントが大きく長かったことや、油圧やガスを使ったヒーブサスペンション禁止の影響を軽視したことなどから、ダウンフォース量は全チームの中で最大と見積もられていたものの、同時に最もポーポイズ現象が顕著に見られるマシンとなっていた。シーズン中盤に入っても状況は改善せず、アゼルバイジャンGPではドライバーのルイス・ハミルトンが激しい背中の痛みを訴え、決勝レース後には自力でマシンから出ることができなくなったほどである。またパワーユニットについても「4メーカーの中で最も非力」との評価もある。ただシーズン後半にはレッドブル型のフロアにアップデートしたことや、そのフロアに頼らない大きいリアウイングを使用したダウンフォースの発生などが功を奏し、ポーポイズ現象を大幅に抑えることに成功。持ち前のダウンフォース量を活かしてコーナーで躍動し、フェラーリを抑え、レッドブルに次ぐポジションを確保できるようになり、ブラジルGPではラッセルが自身のF1キャリア初優勝を挙げた。

## スペック

### シャシー
- 名称: メルセデスAMG F1 W13 E Performance
- タイヤ: ピレリ

## 記録
（key）
| 年   | No. | ドライバー | BHR | SAU | AUS | EMI | EMI | MIA | ESP | MON | AZE | CAN | GBR | AUT | AUT | FRA | HUN | BEL | NED | ITA | SIN | JPN | USA | MXC | SÃO | SÃO | ABU | ポイント | ランキング |
| ---- | --- | ---------- | --- | --- | --- | --- | --- | --- | --- | --- | --- | --- | --- | --- | --- | --- | --- | --- | --- | --- | --- | --- | --- | --- | --- | --- | --- | -------- | ---------- |
| 2022 | 63  | ラッセル   | 4   | 5   | 3   | 11  | 4   | 5   | 3   | 5   | 3   | 4   | Ret | 4   | 4   | 3   | 3   | 4   | 2   | 3   | 14  | 8   | 5   | 4   | 1   | 1   | 5   | 515      | 3位        |
| 2022 | 44  | ハミルトン | 3   | 10  | 4   | 14  | 13  | 6   | 5   | 8   | 4   | 3   | 3   | 8   | 3   | 2   | 2   | Ret | 4   | 5   | 9   | 5   | 2   | 2   | 3   | 2   | 18† | 515      | 3位        |

- 太字はポールポジション、斜字はファステストラップ
- † 印はリタイアだが、90%以上の距離を走行したため規定により完走扱い。